# Gare d'Azay-sur-Cher
La gare d'Azay-sur-Cher est une gare ferroviaire française de la ligne de Vierzon à Saint-Pierre-des-Corps, située sur le territoire de la commune de Montlouis-sur-Loire, à proximité d'Azay-sur-Cher, dans le département d'Indre-et-Loire, en région Centre-Val de Loire. C'est l'une des trois gares de la commune, avec la gare de Véretz - Montlouis et la gare de Montlouis.
C'est aujourd'hui une halte voyageurs de la Société nationale des chemins de fer français (SNCF) desservie par des trains du réseau TER Centre-Val de Loire qui effectuent des missions entre Tours et Vierzon-Ville ou Bourges.

## Situation ferroviaire
Établie à 59 mètres d'altitude, la gare d'Azay-sur-Cher est située au point kilométrique (PK) 296,974 de la ligne de Vierzon à Saint-Pierre-des-Corps, entre les gares de Saint-Martin-le-Beau et Véretz - Montlouis.

## Histoire
La gare est ouverte le 18 octobre 1869.

## Service des voyageurs

### Accueil
Halte SNCF, est un point d'arrêt non géré (PANG) à entrée libre.

### Desserte
Azay-sur-Cher est desservie par des trains du réseau TER Centre-Val de Loire qui effectuent des missions entre Tours et Vierzon-Ville ou Bourges.

### Intermodalité
Un parc pour les vélos et un parking pour les véhicules sont aménagés.